# Psycho Circus (album)
Albums de Kiss
Carnival of Souls: The Final Sessions
(1997) Sonic Boom
(2009)
Psycho Circus est le 18e album studio du groupe Kiss sorti en 1998 vendu à plus de 10 millions d'exemplaires.
Il fait suite à la tournée de reformation du Kiss « classique » des années 1970 (Paul Stanley à la guitare, Gene Simmons à la basse, Ace Frehley à la guitare et Peter Criss à la batterie) Alive/Worldwide de 1996-1997 et est ainsi le premier album officiellement enregistré avec cette formation depuis Unmasked en 1980. Il est aussi le dernier album de Kiss officiellement enregistré avec cette formation.
Officiellement, car en raison de conflits juridiques, Ace Frehley et Peter Criss n'ont en réalité que très peu participé au travail de composition et même à l'enregistrement de l'album, rappelant ainsi les dernières années de leur présence respective dans le groupe, où ils en faisaient encore officiellement partie et étaient crédités sur un album alors qu'ils n'avaient joué que sur quelques titres (avec pour exemple Dynasty et Unmasked pour Criss et Creatures of the Night pour Frehley). Ils ont été respectivement remplacés par Tommy Thayer et Kevin Valentine sur tous les titres en dehors d'Into the Void, qui a la particularité d'être le seul titre de l'album composé par Ace Frehley. Frehley joue également sur le titre You Wanted the Best, particulier lui aussi puisque les quatre musiciens s'y essayent au chant, fait unique dans l'histoire de Kiss.
Les titres Psycho Circus, Within et Into the Void seront joués durant la tournée promotionnelle de l'album, le Psycho Circus Tour. Après le départ d'Ace Frehley en 2002, seul Psycho Circus sera joué régulièrement jusqu'à la sortie de l'album Sonic Boom onze ans plus tard. I Pledge Allegiance to the State of Rock & Roll a exceptionnellement été joué lors de quelques dates du Rock the Nation Tour de 2004.

## Liste des titres
| No  | Titre                                              | Auteur                                   | Durée |
| --- | -------------------------------------------------- | ---------------------------------------- | ----- |
| 1.  | Psycho Circus                                      | Paul Stanley, Curtis Cuomo               | 5:30  |
| 2.  | Within                                             | Gene Simmons                             | 5:10  |
| 3.  | I Pledge Allegiance to the State of Rock & Roll    | Paul Stanley, Curtis Cuomo, Holly Knight | 3:32  |
| 4.  | Into the Void                                      | Ace Frehley, Karl Cochran                | 4:24  |
| 5.  | We Are One                                         | Gene Simmons                             | 4:41  |
| 6.  | You Wanted the Best                                | Gene Simmons                             | 4:15  |
| 7.  | Raise Your Glasses                                 | Paul Stanley, Holly Knight               | 4:14  |
| 8.  | I Finally Found My Way                             | Paul Stanley, Bob Ezrin                  | 3:40  |
| 9.  | Dreamin'                                           | Paul Stanley, Bruce Kulick               | 4:12  |
| 10. | Journey of 1,000 Years                             | Gene Simmons                             | 4:49  |
| 11. | In Your Face (édition limitée & titre bonus Japon) | Gene Simmons                             | 3:40  |

### Édition limitée
| No | Titre                           | Chants                  | Durée |
| -- | ------------------------------- | ----------------------- | ----- |
| 1. | Psycho Circus (Live)            | Stanley                 | 5:34  |
| 2. | Let Me Go, Rock 'N' Roll (Live) | Simmons                 | 5:33  |
| 3. | Into the Void (Live)            | Frehley                 | 9:10  |
| 4. | Within (Live)                   | Simmons                 | 7:57  |
| 5. | 100,000 Years (Live)            | Stanley                 | 5:17  |
| 6. | Black Diamond (Live)            | Criss, intro by Stanley | 6:12  |

## Composition du groupe

### Kiss
- Paul Stanley - guitare rythmique; guitare solo sur Psycho Circus, I Pledge Allegiance to the State of Rock & Roll et You Wanted the Best; basse sur We Are One, Raise Your Glasses et I Finally Found My Way ; chants sur 1, 3, 6, 7 et 9.
- Gene Simmons - basse, guitare rythmique sur We Are One ; chants sur 2, 5, 6 et 10.
- Ace Frehley - guitare solo (crédité, mais apparaît seulement sur Psycho Circus, Into the Void et You Wanted the Best); chants sur 4, 6 & 11.
- Peter Criss - batterie (crédité, mais apparaît seulement sur Into the Void) ; percussions; chants sur 6 et 8.

### Musiciens additionnels
- Bruce Kulick - guitare solo sur Within (intro)
- Tommy Thayer - guitare solo
- Kevin Valentine - batterie
- Bob Ezrin - rhodes sur I Finally Found My Way
- Shelly Berg - piano sur I Finally Found My Way et Journey of 1,000 Years

## Charts
| Pays        | Chart                 | Meilleure position | Nombre de semaines | Première entrée   | Réf    |
| ----------- | --------------------- | ------------------ | ------------------ | ----------------- | ------ |
| Allemagne   | Media Control Charts  | 6                  | 5                  | 5 octobre 1998    | [ 3 ]  |
| Australie   | ARIA Charts           | 1                  | 3                  | 4 octobre 1998    | [ 4 ]  |
| Autriche    | Ö3 Austria Top 40     | 25                 | 5                  | 4 octobre 1998    | [ 5 ]  |
| Canada      | Canadian Albums Chart | 2                  | 1                  | 10 octobre 1998   | [ 6 ]  |
| États-Unis  | Billboard 200         | 3                  | 14                 | 10 octobre 1998   | [ 6 ]  |
| Finlande    | Mitä hittiä           | 5                  | 4                  | 39e semaine 1998  | [ 7 ]  |
| France      | SNEP                  | 71                 | 1                  | 26 septembre 1998 | [ 8 ]  |
| Norvège     | VG-lista              | 4                  | 3                  | 40e semaine 1998  | [ 9 ]  |
| Pays-Bas    | Dutch Top 40          | 51                 | 3                  | 3 octobre 1998    | [ 10 ] |
| Royaume-Uni | UK Albums Chart       | 47                 | 1                  | 3 octobre 1998    | [ 11 ] |
| Suède       | Sverigetopplistan     | 1                  | 9                  | 1er octobre 1998  | [ 12 ] |
| Suisse      | Swiss Music Charts    | 20                 | 3                  | 4 octobre 1998    | [ 13 ] |

### Certifications
| Industrie | Certifié   | Ventes     |
| --------- | ---------- | ---------- |
| RIAA      | 2x Platine | 2 millions |